# 奧托斯米庫南山
11°52′55″S 76°15′57″W / 11.88194°S 76.26583°W
奧托斯米庫南山（Utush Mikhunan），是秘魯的山峰，位於該國中南部利馬大區，由聖達米安區和聖馬特奧區負責管轄，屬於秘魯中部山脈的一部分，海拔高度5,228米。